# Fàbrica del Gas Pobre
La Fàbrica del Gas Pobre és una obra del municipi de Cercs (Berguedà) inclosa en l'Inventari del Patrimoni Arquitectònic de Catalunya.

## Descripció
Es tracta d'una fàbrica formada per dos cossos amb el mateix sistema constructiu. El primer, el més petit i més visible des de la carretera, és de planta rectangular i format per dos nivells de cinc arcuacions, limitades amb maó, a les façanes més llargues. El segon cos, també de planta rectangular però amb major amplada i portes i arcuacions, també en les parets més curtes. En els dos casos l'aparell està fet en pedra mitjana ben distribuïda a les frontals i reforçada amb elements de maó. Les teulades eren a dues aigües i amb els careners paral·lels als plans de façana més llargs.

## Història
La Fàbrica del Gas Pobre (gas obtingut per la combustió de carbó barrejada amb aigua) es va construir a finals del segle xix per tal d'obtenir el gas suficient per la il·luminació de tallers, habitatges i enllumenat públic. Aquest va ser un dels primers edificis construïts en les instal·lacions de Sant Corneli. Es comunicava a través d'una petita línia ferroviària que enllaçava el nivell Esteve amb el pla inclinat Natalia-I.